# Томагионовичи
Представителите на фамилията Томагионовичи (или Томагьонович) са наследници на стария славянски род Кнежевичи-Парчевичи. Началото на фамилията е поставено в Чипровци в края на XV в. Името на фамилията произлиза от собственото и бащиното име на нейния родоначалник – Тома Гионович. Запазената информация за фамилията е оскъдна.

## Герб
Гербът на фамилията Томагионовичи за разлика от гербовете на останалите фамилии от рода Кнежевичи-Парчевичи, които са разработени върху френски щит, тук щитът е изрязан германски; сребърното поле на щита е разделено по диагонала от дясно наляво с три червено емайлирани банта; над щита сребърен турнирен шлем със златна графска корона, от която излиза нашлемник – два короновани обърнати срещуположно златни лъва с вдигнати съответно ляв и десен преден крак, под короната излиза нашлемник от външната страна с червено, а от вътрешната страна със сребро; щитът се придържа от щитодържатели – от дясната страна обърнат наляво златен въоръжен и коронован лъв със сабя в левия преден крак, а от лявата страна обърнат надясно сребърен въоръжен и коронован със златна корона козел.

## Представители
- Тома (Тома Гионович) – четвъртият син на Гиони (Иван) Парчевич от рода Кнежевичи-Парчевичи. Той запазва името на баща си, което прибавя към своето и става родоначалник на фамилията Тома-Гионовичи (Томагионовичи).